# Piłka siatkowa na Letnich Igrzyskach Olimpijskich 1964 – turniej halowy kobiet
Turniej olimpijski w piłce siatkowej kobiet podczas XVIII Letnich Igrzysk Olimpijskich w Tokio był pierwszą edycją w historii i odbył się wyłącznie w halowej odmianie tej dyscypliny sportu. Do rywalizacji przystąpiło 6 drużyn, a przeprowadzono ją w dniach od 11 do 23 października 1964 roku. Turniej rozegrano systemem kołowym (tj. każdy z każdym, po jednym meczu), bez systemu pucharowego.
W tej konkurencji wystąpiły reprezentantki Polki, które zajmując ostatecznie 3 miejsce, wywalczyły brązowy medal. Choć turniej był rozgrywany systemem każdy z każdym to mecz Polska-Rumunia był faktycznie spotkaniem o brązowy medal.

## Drużyny uczestniczące
W turnieju olimpijskim kobiet uczestniczyło 6 reprezentacji. Oprócz gospodyń, na igrzyskach zagrały także medalistki mistrzostw świata, Azji, Europy oraz Igrzysk Panamerykańskich.
| Impreza                  | Data przeprowadzenia               | Gospodarz | Zakwalifikowane   |
| ------------------------ | ---------------------------------- | --------- | ----------------- |
| Mistrzostwa Świata       | 13 - 25 października 1962          | ZSRR      | ZSRR Polska       |
| Igrzyska Panamerykańskie | 21 kwietnia - 3 maja 1963          | Brazylia  | Stany Zjednoczone |
| Mistrzostwa Azji         | 24 sierpnia - 4 września 1962      | Indonezja | Korea Południowa  |
| Mistrzostwa Europy       | 22 października - 2 listopada 1963 | Rumunia   | Rumunia           |
| Gospodarz                |                                    | Japonia   | Japonia           |

## Wyniki spotkań
| 11.10.1964 | ZSRR | 3:0 (15:5, 15:6, 15:0) | Rumunia |

| 11.10.1964 | Japonia | 3:0 (15:1, 15:5, 15:2) | Stany Zjednoczone |

| 12.10.1964 | ZSRR | 3:0 (15:0, 15:6, 15:0) | Korea Południowa |

| 12.10.1964 | Polska | 3:0 (15:3 15:4 15:10) | Stany Zjednoczone |

| 12.10.1964 | Japonia | 3:0 (15:7, 15:3, 15:8) | Rumunia |

| 13.10.1964 | Rumunia | 3:0 (15:9, 15:1, 15:2) | Stany Zjednoczone |

| 13.10.1964 | Polska | 3:0 (15:5, 15:5, 15:11) | Korea Południowa |

| 14.10.1964 | Japonia | 3:0 (15:3, 15:2, 15:4) | Korea Południowa |

| 15.10.1964 | ZSRR | 3:0 (15:9, 15:5, 15:5) | Polska |

| 17.10.1964 | ZSRR | 3:0 (15:1, 15:8, 15:7) | Stany Zjednoczone |

| 18.10.1964 | Japonia | 3:1 (15:4, 15:5, 13:15, 15:2) | Polska |

| 19.10.1964 | Rumunia | 3:0 (15:10, 15:9, 15:6) | Korea Południowa |

| 21.10.1964 | Stany Zjednoczone | 3:0 (15:7, 15:13, 15:13) | Korea Południowa |

| 22.10.1964 | Polska | 3:0 (15:7, 15:6, 15:8) | Rumunia |

| 23.10.1964 | Japonia | 3:0 (15:11, 15:8, 15:13) | ZSRR |

| MISTRZ OLIMPIJSKI 1964                       |
| -------------------------------------------- |
| JAPONIA PIERWSZY TYTUŁ MISTRZA OLIMPIJSKIEGO |

## Tabela
| Lp. | Drużyna          | Mecze | Mecze wygrane | Mecze przegrane | Sety zdobyte | Sety stracone | Małe punkty | Punkty |
| --- | ---------------- | ----- | ------------- | --------------- | ------------ | ------------- | ----------- | ------ |
|     | Japonia          | 5     | 5             | 0               | 15           | 1             | 238-93      | 10     |
|     | ZSRR             | 5     | 4             | 1               | 12           | 9             | 212-97      | 9      |
|     | Polska           | 5     | 3             | 2               | 10           | 6             | 180-162     | 8      |
| 4.  | Rumunia          | 5     | 2             | 3               | 6            | 9             | 140-172     | 7      |
| 5.  | USA              | 5     | 1             | 4               | 3            | 12            | 98-213      | 6      |
| 6.  | Korea Południowa | 5     | 0             | 5               | 0            | 15            | 94-225      | 5      |